# ブライアン・ゴールドナー
ブライアン・ゴールドナー（Brian Goldner、1963年4月21日 - 2021年10月12日）は、アメリカ合衆国の玩具会社であるハズブロの最高経営責任者である。

## 生い立ちと私生活
父親はニューヨーク州ユーティカ、母親はミシシッピ州出身である。母が国際連合児童基金で働くために北部へ来た後の1961年に結婚し、ハンティントンに定住した。ゴールドナーは高校はハンティントン高校、大学はニューハンプシャー州ハノーバーのダートマス大学に通い、政治を専攻した。ゴールドナーはそこで人前で話す訓練とラジオDJをしていた。
1985年に臨床部長のバーバラと出会い、2年後に結婚した。1993年に長男、1995年に長女が産まれた。

## キャリア
1985年、彼はロングアイランドの医療会社でマーケティングアシスタントの仕事を得た。1997年に、ゴールドナーはジェイ・ウォルター・トンプソンの娯楽会計部門を率いることになったが、バンダイに引き抜かれバンダイ ナムコエンターテインメントアメリカの社長を3年間勤める。その縁が後にハズブロでCEOになった彼によるパワーレンジャーブランドの買収につながる。

### ハズブロ
2000年まではハズブロ傘下のタイガー・エレクトロニクスで働いていた。2003年に同社は株式市場に復帰し、2006年にゴールドナーはハズブロの最高執行責任者（COO）となった。ゴールドナーは同社のキャラクターを用いてマルチメディアへの参入を試み、2007年にエグゼクティブプロデューサーを務めた映画『トランスフォーマー』が成功した。2009年にはその続編の『トランスフォーマー/リベンジ』と『G.I.ジョー』が公開された。2008年、ゴールドナーはMarketWatch.comによって同年最高のCEOに選ばれた。
2021年10月10日に病気療養のために休職することが発表され、その2日後に死去したことがハズブロによって発表された。

## 製作作品

### 映画
- トランスフォーマー Transformers film adaptation（2007） - 製作総指揮
- トランスフォーマー/リベンジ Transformers: Revenge of the Fallen（2009） - 製作総指揮
- G.I.ジョー G.I. Joe: The Rise of Cobra（2009） - 製作
- トランスフォーマー/ダークサイド・ムーン Transformers: Dark of the Moon（2011） - 製作総指揮
- バトルシップ Battleship（2012） - 製作
- G.I.ジョー バック2リベンジ G.I. Joe: Retaliation（2013） - 製作
- トランスフォーマー/ロストエイジ Transformers: Age of Extinction（2014） - 製作総指揮
- 呪い襲い殺す Ouija（2014） - 製作総指揮
- ジェム＆ホログラムス Jem and the Holograms（2015） - 製作
- ウィジャ ビギニング 〜呪い襲い殺す〜 Ouija: Origin of Evil（2016） - 製作
- トランスフォーマー/最後の騎士王 Transformers: The Last Knight（2017） - 製作総指揮
- バンブルビー Bumblebee（2018） - 製作総指揮
- G.I.ジョー:漆黒のスネークアイズ Snake Eyes（2021） - 製作

### テレビドラマ
- パワーレンジャー・ビーストモーファーズ Power Rangers Beast Morphers（2019 - 2020） - 製作総指揮
- パワーレンジャー・ダイノフューリー Power Rangers Dino Fury（2021 - 2022）- 製作総指揮

### アニメ
- G.I. Joe: Sigma 6（2005 - 2006） - 製作総指揮
- トランスフォーマー アニメイテッド Transformers: Animated（2007 - 2008） - 製作総指揮
- 映画マイリトルポニー プリンセスの大冒険 My Little Pony: The Movie（2017） - 製作
- マイリトルポニー: 新しい世界 My Little Pony: A New Generation（2021）- 製作総指揮